# 弗雷德里克·拜尔
弗雷德里克·默克勒·拜尔（Frederick Merkle Bayer，1921年10月31日—2007年10月2日）是美國史密森學會國家自然歷史博物館（Smithsonian Institution's National Museum of Natural History）名譽館長，也是一位優秀的海洋生物學家，他們專門在研究中的軟珊瑚（soft corals）。